# Görkem Sağlam
Görkem Sağlam (Gelsenkirchen, 11 april 1998) is een Duits voetballer die doorgaans als aanvallende middenvelder speelt. Hij tekende in januari 2020 een contract tot medio 2022 bij Willem II, dat hem overnam van VfL Bochum.

## Clubcarrière
Sağlam werd geboren in Gelsenkirchen en verruilde in 2006 de jeugdopleiding van SG Wattenscheid 09 voor die van VfL Bochum. Hiervoor debuteerde hij op 15 mei 2016 in de 2. Bundesliga, tegen Heidenheim. Sağlam mocht op 26 augustus 2016 voor de tweede maal invallen, deze keer tegen Hannover 96. Dat seizoen kreeg hij ook zijn eerste basisplaats, ook tegen Heidenheim. Zijn eerste doelpunt volgde op 28 april 2017. Hij maakte toen de 4–2 in een met diezelfde cijfers gewonnen competitiewedstrijd thuis tegen Dynamo Dresden.
Sağlam kwam in de volgende jaren tot 29 competitiewedstrijden voor Bochum, maar een vaste basisplaats bleef uit. Hij tekende in januari 2020 vervolgens een contract tot medio 2022 bij Willem II, de nummer drie van de Eredivisie op dat moment.

## Interlandcarrière
Sağlam mag zowel voor het Duitsland als voor Turkije uitkomen. Hij maakte deel uit van verschillende Duitse nationale jeugdelftallen. Hij haalde met Duitsland –17 de finale van het EK –17 van 2015 in Bulgarije. Hij nam met hetzelfde team ook deel aan het WK –17 van 2015. Sağlam speelde met Duitsland –19 op het EK –19 van 2017.

## Trivia
- Sağlam speelde 'Murat Mercan' in de Duitse dramafilm Sommerfest (2017).